# Ницэ, Флорин
Фло́рин Константи́н Ни́цэ (рум. Florin Constantin Niță; род. 3 июля 1987, Бухарест) — румынский футболист, вратарь. Игрок турецкого клуба «Газиантеп» и национальной сборной Румынии. Участник чемпионата Европы 2024.

## Карьера
Родился 3 июля 1987 года в Бухаресте. Воспитанник футбольной школы клуба «Конкордия» (Кьяжна). Взрослую футбольную карьеру начал в 2007 году в основной команде того же клуба, в котором провёл шесть сезонов, приняв участие в 117 матчах чемпионата. Свой первый матч в Лиге провёл против клуба «Спортул».
К составу клуба «Стяуа» присоединился летом 2013 года, однако проиграл конкуренцию Чиприану Тэтэрушану, сыграв за первый сезон только в 5 матчах чемпионата. Даже после того, как летом 2014 года Тэтэрушану покинул команду, Флорин не смог стать основным вратарём, проиграв конкуренцию новичку Гедрюсу Арлаускису.
В феврале 2018 года перешёл в чешскую «Спарту».

## Достижения

### Командные
- Чемпион Румынии: 2013/14, 2014/15
- Обладатель кубка Румынии: 2014/15
- Обладатель Кубка Румынской лиги: 2014/15, 2015/16
- Обладатель Суперкубка Румынии: 2013

### Личные
- Футболист года в Румынии: 2021